# South Station
South Station est située à l'intersection de l'avenue Atlantic et Summer Street à Boston (Massachusetts); C'est la gare principale de Boston et de la Nouvelle-Angleterre aux États-Unis.

## Histoire
Elle a été construite en 1899, lorsque quatre stations ont été réunies.

## Équipements
Les installations de South Station comprennent:
- Le terminus nord des services d'Amtrak du Corridor du Nord-Est, les trains à grande vitesse (Acela Express) et les trains régionaux (Northeast Regional). Il y a aussi un train Amtrak (Lake Shore Limited) quotidien vers Albany et Chicago.

- Le terminus des routes des villes du sud et l'ouest du Massachusetts Bay Transportation Authority (MBTA) système de trains de banlieue

- Un arrêt sur la Ligne Rouge (du métro de Boston), avec service au centre-ville de Boston et les banlieues nord-ouest et le sud.

- Le terminus occidentale de la phase 2 de la Ligne Argentée, avec un service direct à tous les terminaux de l'aéroport international Logan et au Boston Convention and Exhibition Center

- Le terminus orientale de la phase 1 de la Ligne Argentée SL4 ligne à Dudley Station

- Le principal terminal de bus inter-villes de Boston, avec service à d'autres villes de la Nouvelle-Angleterre et le Mid-Atlantic

- Le service de bus local sur les lignes 7, 11, 448, 449, 459

- Un garage

- Composée guichets

- Assistance bagages

- Une stand information

- Un salon ClubAcela avec plusieurs services complémentaires, semblable à un salon des autres sociétés aériennes à l'aéroport Logan.

- Une aire de restauration, de la variété petit centre commercial et zone d'attente, typiques des concessions de la gare, comme McDonald's.

La gare est accessible pour le public en permanence, tous les jours de l'année.